# 詹路易吉·耶西
詹路易吉·耶西（義大利語：Gianluigi Jessi，1945年7月7日—），意大利男子篮球运动员。他曾代表意大利获得1968年夏季奥运会男子篮球比赛第八名。他也在1967年地中海运动会上获得银牌。